# Katia Polletin
Katia Renate Polletin, née le 24 mars 1967 à Beyrouth au Liban, est une actrice autrichienne.

## Biographie
Katia est née à Beyrouth au Liban, où son père travaillait pour l'ONU. Elle fait sa scolarité dans une école française. En 1975, à la suite de la guerre civile, la famille quitte le Liban et revient vivre dans son pays d'origine, à Vienne.
La tante de Katia Polletin répond à une petite annonce trouvée dans un magazine de télévision en étant convaincue que sa nièce est faite pour jouer le rôle de Heidi. Elle se présente à l'audition et est choisie parmi près de six cent cinquante fillettes. Son personnage reste à ce jour sa seule expérience cinématographique.

## Vie privée
Après des études d'architecture à Vienne, puis à Paris, Katia Polletin est aujourd'hui architecte. Elle vit aujourd'hui à Lech dans les Alpes autrichiennes avec son mari Gerold Schneider, leur fils Luis né en 2001 et leur fille Ida née en 2004. Katia gère avec son mari, le luxueux hôtel familial... Hôtel Almhof Schneider .

## Filmographie

### Télévision
- 1978 : Heidi (Série TV) : Heidi